# 大阪城南女子短期大学
大阪城南女子短期大学（日语：／ Osaka Jōnan Joshi Tanki Daigaku *），简称城南短大（じょうなんたんだい），是一所位于日本大阪府大阪市东住吉区的私立短期大学。

## 概要

### 简介
- 学校最早可以追溯到1935年[1][2]。短期大学为于1965年开办[1][2]、由学校法人城南学园经营。

### 历史
- 1965年 大阪城南女子短期大学成立并同时设置家政科和日文科[注 3][1]。
- 1968年 幼儿教育科成立[3]。
- 1989年 专科福利专攻成立[4]。
- 1990年 家政科改名为生活学科[3]。
- 1999年 生活学科改名为生活信息学科[3]。
- 2000年 人类福利学科成立[3]。
- 2001年 专科幼儿教育专攻成立[4]。日文科[注 3]改名为日语表现学科[3]。
- 2002年 幼儿教育科改名为总合保育学科[3]。
- 2005年 日语表现学科招生最后[3]。
- 2007年 今年3月31日日语表现学科停办[3]。
- 2009年 今年3月31日专科幼儿教育专攻停办[4]。

### 憲章
- 请参看大阪城南女子短期大学的标志2013年11月19日阅览。

## 学校环境
- 校区：在大阪府大阪市东住吉区

## 历任校长
- 坂上武一：第一代短期大学校长[5]。
- 西川仁志：现在短期大学校长[1]

## 組織

### 学科
- 现代生活学科
- 总合保育学科
- 人类福利学科

### 前学科
- 日语表现学科[注 1]

### 专科
| - 福利专攻 - 幼儿教育专攻 |

#### 业余课程
| - 没有 |

### 附属机关
| - 终身学习中心:成立于2000年。 |

## 相关链接
- 日本短期大学列表